# Cestrum abeggii
Cestrum abeggii är en potatisväxtart som beskrevs av Ignatz Urban och Ekman. Cestrum abeggii ingår i släktet Cestrum och familjen potatisväxter. Inga underarter finns listade i Catalogue of Life.